# William Bradley (cyclisme)
Pour les articles homonymes, voir William Bradley, Bill Bradley (homonymie) et Bradley.
William Bradley, dit Bill Bradley, né le 30 mars 1933 à Walkden et mort le 30 juin 1997 à Southport, est un coureur cycliste britannique. Champion de Grande-Bretagne sur route en 1960, il a remporté la Milk Race à deux reprises, en 1960 et 1961. Il a participé aux Jeux olympiques de 1960, prenant la quatorzième place du contre-la-montre par équipes et la 36e de la course en ligne. Il figure au British Cycling Hall of Fame.

## Palmarès
- 1954
  - 3e du championnat de Grande-Bretagne de course de côte
- 1956
  - 3e du championnat de Grande-Bretagne de course de côte
- 1957
  - 6e étape du Tour d'Autriche
- 1958
  - 11e étape de la Course de la Paix
  - 2e de la Milk Race
  - 2e du Manx Trophy
- 1959
  - Milk Race :
    - Classement général
    - 1re et 4e étapes

  - 3e étape du Tour de Suède
  - 2e du Witham Valley Grand Prix
  - 2e du championnat de Grande-Bretagne sur route amateurs
- 1960
  -  Champion de Grande-Bretagne sur route amateurs
  - Milk Race :
    - Classement général
    - 2e, 3e, 9e et 11e étapes
- 1961
  -  Champion de Grande-Bretagne sur route amateurs
- 1962
  - 2e de l'Archer Grand Prix